# Stanisław Puchała
Stanisław Puchała (ur. 22 września 1948 w Łaziskach Górnych) – polski prezbiter rzymskokatolicki; współtwórca Diecezjalnego Festiwalu Piosenki Religijnej Śląski Sacrosong, były diecezjalny duszpasterz akademicki w Katowicach; były rektor kościoła akademickiego pw. św. Maksymiliana Marii Kolbego w krypcie katowickiej katedry; były dziekan Dekanatu Katowice-Centrum, emerytowany proboszcz parafii katedralnej Chrystusa Króla w Katowicach. Obecnie znajduje się na emeryturze oraz jest kapelanem kaplicy św. Barbary znajdującej się w kopalni Guido.
Laureat Nagrody im. Stanisława Ligonia w 2013 jako osoba zasłużona dla regionu śląskiego w zakresie kultury, działalności społecznej i polityki.

## Życiorys
W latach 1966–1973 studia teologiczne i filozoficzne na Wyższym Śląskim Seminarium duchownym w Krakowie i 19 kwietnia 1973 przyjął święcenia kapłańskie z rąk bp. Herberta Bednorza w katedrze Chrystusa Króla w Katowicach. Po przyjęciu święceń pełnił kolejno funkcje:
1973-1977 – wikariusz w Parafii Krzyża Świętego w Siemianowicach Śląskich
1976 – organizator I Tygodnia Kultury Religijnej w Katowicach, a w kolejnych latach współorganizator Tygodni Kultury Chrześcijańskiej.
1977-1980 – wikariusz w Parafii Świętych Apostołów Piotra i Pawła w Katowicach
1980-1981 – wikariusz w Parafii św. Michała Archanioła w Michałkowicach
1980-1983 – diecezjalny pomocniczy duszpasterz akademicki
1981-1990 – organizator Diecezjalnego Festiwalu Piosenki Religijnej Śląski Sacrosong
1983-1998 – diecezjalny duszpasterz akademicki
1983 – rektor kościoła akademickiego pw. św. Maksymiliana Marii Kolbego w krypcie katowickiej katedry
1987-1992 – członek Komisji Episkopatu ds. Duszpasterstwa Akademickiego, Ogólnopolskiego Kolegium Duszpasterzy Akademickich, Rady Duszpasterskiej Diecezji katowickiej
1988-2000 – pierwszy kapelan i współzałożyciel Katowickiego Hospicjum Domowego
1990-honorowy członek Górnośląskiego Międzyuczelnianego Towarzystwa Akademickiego „Universitas”
1992-1997 – członek Rady Wydziału Duszpasterskiego Kurii Metropolitalnej
1992-2005 – współpracownik Radia Katowice
1993-1998 – członek Terenowej Komisji Etyki Badań Naukowych przy Śląskiej Akademii Medycznej w Katowicach
1994-1999 – przewodniczący kapituły nagrody Metropolity Katowickiego „Lux Ex Silesia”
1994-1999 – przewodniczący Rady Programowej radia eM
1996-2007 – organizator i pomysłodawca Drogi Krzyżowej ulicami miasta Katowice
1998-2013 – proboszcz w archikatedrze Chrystusa Króla w Katowicach
2001-2002 – członek kapituły nagrody Związku Górnośląskiego im. Wojciecha Korfantego
2005 – napisanie i obrona pracy doktorskiej na Wydziale Teologicznym Uniwersytetu Śląskiego. Temat pracy napisanej pod kierunkiem ks. prof. Henryka Krzysteczki: „Urzeczywistnianie się Kościoła w środowisku akademickim diecezji katowickiej w latach 1947-1992”
od 2013 – na emeryturze
od 2015 - kapelan kaplicy św. Barbary w kopalni Guido.

## Publikacje
- „Rozwój duszpasterstwa akademickiego w diecezji katowickiej” Śląskie Studia Historyczno-Teologiczne 27-28 (1994-95) 303-316

„Zatrzymaj się na chwilę” – Nagrania ewangelizacyjne do użytku Kościoła w Polsce (1998) (Stanisław Puchała – śpiew; Józef Skrzek – aranżacja, fortepian, bas, moog;Michał Mitko – gitara)
- „Rola Kościoła katowickiego w tworzeniu środowiska akademickiego na Śląsku” Gazeta Uniwersytecka UŚ (Wydanie specjalne Marzec 2004)